# Mas Montjoi de Baix
El Mas Montjoi de Baix és una masia de Roses (Alt Empordà) protegida com a bé cultural d'interès local.

## Descripció
Situat a l'est del nucli urbà de la població, a la vall de Montjoi, a uns 800 metres de cala del mateix nom, en un replà lleugerament enlairat a la dreta de la riera, al que s'arriba mitjançant una pista de terra.
Mas de planta rectangular format per la successió de tres cossos adossats, organitzats al voltant d'una torre de defensa de planta quadrada. La torre, d'uns quinze metres d'alçada, està bastida amb pedres de pissarra i calcària de diverses mides, lligades amb morter de calç. Als angles de les cantonades hi ha grans pedres desbastades. Exteriorment, la torre presenta el parament arrebossat amb morter de calç als murs sud i est, mentre que la resta l'ha perdut. El coronament de la torre presenta una filada de merlets inutilitzats, mitjançant el tapiat dels espais buits entre ells. De manera testimonial hi ha pedres encastades al parament, a manera de mènsules, que senyalitzen aquests espais. Es va deixar un sol merlet obert a cada costat de la torre. Les espitlleres es troben disposades en grups de tres mitjançant filades a diferents nivells. Es troben bastides amb pedres calcàries ben treballades, excepte la filada situada sota el coronament, bastida amb maons. El mur sud presenta dues petites finestres rectangulars, amb llinda plana de pedra, obertes a diferent nivell. També presenta un rellotge de sol força erosionat, situat a la part alta del parament. Al nivell de la planta baixa hi ha una porta d'arc rebaixat, oberta amb posterioritat. En el mur oest, a la part superior, es conserven les restes del basament d'un matacà de pedra, que originàriament protegia l'edifici principal, i la porta genuïna d'accés al primer pis de la torre, a través d'una escala de pedra situada a l'exterior que donava accés al cos edificat adossat a aquesta. L'interior estava dividit en quatre nivells. La planta baixa, que conté dues grans piques rectangulars de pedra picada, es troba coberta amb una volta de canó de pedra, de la mateixa manera que el primer pis, mentre que la superior és apuntada.
Actualment, a causa de la desídia dels propietaris i de l'administració pública, Ajuntament de Roses, la torre s'ha enrunat en la seva totalitat i només en resten alguns paraments dempeus i un munt de runes als seus peus.
El cos adossat al nord de la torre presenta una planta rectangular, amb coberta a dues vessants de teula i tortugada de teula vidriada verda a la cornisa. Consta de planta baixa i pis, amb les finestres d'obertura rectangular i les portes d'arc rebaixat. Una de les llindes de les finestres té una inscripció amb l'any 1883.
Per la banda sud, la torre té adossats diversos cossos que conformen una planta més o menys rectangular. Es tracta d'un edifici de dues plantes, amb coberta a dues vessants sobre les façanes més llargues. Hi ha una escala d'un sol tram que dona accés, des de l'exterior, al pis destinat a habitacle i un petit cos quadrangular que sobresurt de la façana. En canvi, la planta baixa era destinada al bestiar. L'accés a l'interior es fa a través d'una porta d'arc de mig punt i, com a punt d'il·luminació, hi ha una petita finestra de llinda i brancals de pedra, al nivell del primer pis. Els compartiments de la planta baixa posseeixen voltes rebaixades de maó pla i voltes de canó de pedra morterada i restes de l'encanyissat.
A l'extrem sud-oest de la casa s'hi afegí un altre cos, d'una sola planta i cobert amb una llarga volta de canó de pedra amb restes de l'encanyissat, la qual contenia el trull d'oli. En queden gairebé intactes la grossa mola i el suport, tallats en pedra calcària.
Separat del mas, vora l'era, hi ha un gran safareig d'obra, i al sud-est, una dependència amb arcades, corresponent a una antiga pallissa força enrunada.

## Història
El paratge de la vall de Montjoi -força arrecerat de vents, assolellat i amb probables rastres de poblament antic- és un racó apropiat per als conreus, únic en una extensa zona molt àrida.
La vall de Montjoi era, cap al segle x, coneguda amb el topònim de vall de Magrigul. De la mateixa manera hi havia un castell que portava el mateix nom, castell de "Magirol" o "Magrigul". Diferents documents dels segles XII-XV assenyalen la presència d'un castell on avui dia està ubicada la masia, associant l'un amb l'altre.
L'any 1871 es té constància de l'amillarament dels terrenys. Jaume Coll i Guston: 142 vessanes de terreny entre olivars, camps, vinyes, hort i erm.
A la gran casa pairal dita mas d'En Coll, a la Trencada, al mateix terme de Roses, el propietari Antoni Coll, ens ha explicat que l'extens territori pairal incloïa, molt temps enrere, els masos de Montjoi. Això explicaria que els elements dels dos trulls (el de can Coll i el de Montjoi de Baix) fossin idèntics. El del mas Montjoi de Baix estava destinat a moldre olives i premsar raïm. Gràcies a la inscripció trobada a la llinda d'una de les finestres sabem que la casa bastida i adossada al costat dret de la torre, és de 1883.